# Gangrena Gasosa
Gangrena Gasosa — бразильская метал-группа, основанная в 1990 году, известная включением элементов Умбанды и других афро-бразильских религий в свой образ и музыку. Группа привлекала внимание тем, что каждый участник представлял религиозный дух или сущность, одеваясь соответственно и смешивая кроссовер-трэш с перкуссией и жанром Ponto cantado. Эту смесь участники группы назвали «saravá metal».

## Характеристики
Группа часто использовала юмористические названия песен. Одним из таких примеров является «Exu Noise Terror» из дебютного альбома Welcome to Terreiro. Это в равной степени отсылка к трикстерному божеству йоруба Èṣù и британской краст-панк-группе Extreme Noise Terror. Песня представляет собой умбадистское «ponto cantado», спетое и сыгранное в различных экстремальных металлических стилях, от характерной для Extreme Noise Terror крикливой/рычащей манеры двух вокалистов, до спид-метала 1980-х и бласт-битов характерных для блэк-метала 1990-х.
Gangrena Gasosa с самого начала демонстрировала широкий спектр влияний. Помимо бразильских исполнителей Sepultura, Ratos de Porão и Mystifier, вокалист Angelo Arede также указывает, что трэш-метал (Slayer), кроссовер-трэш (S.O.D.), дэт-метал, грайндкор (а именно Anal Cunt и Brutal Truth) и индастриал-метал (Ministry, Fear Factory, Nailbomb) были частью их привычек прослушивания. С бразильской стороны — джазовый мультиинструменталист Эрмето Паскоаль и скандальный композитор самбы Жозе Безерра да Силва.

## История
Посетив концерт Ratos de Porão в 1990 году, барабанщик Сид Мескита и вокалист Роналдо Лима (также известный как «Chorão») решили создать группу с идеей смешать хеви-метал с «pontos cantados» макумбы. Так появился «Saravá Metal». Благодаря своему лаконичному, быстрому и агрессивному стилю группа играла в течение двух лет в андеграундной среде Рио, одним из ярких моментов стало выступление на разогреве у Ratos de Porão в Circo Voador, которые тогда продвигали свой альбом Brasil.

## Участники
Текущий состав

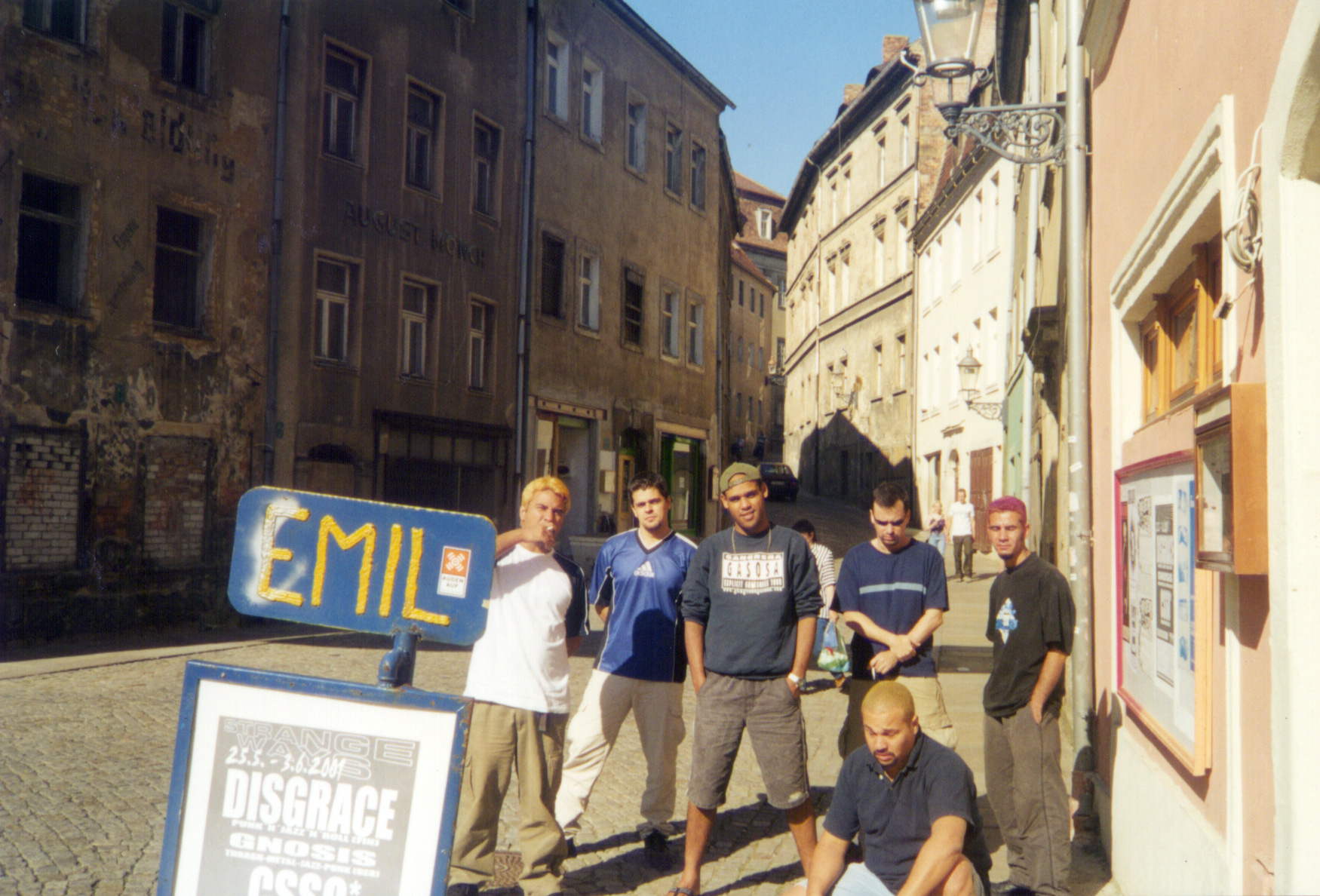
Участники группы.

- Angelo Arede (Zé Pelintra) – вокал
- Eder Santana (Omulú) – вокал
- Minoru Murakami (Exu Caveira) – гитара
- Diego Padilha (Tranca Rua) – бас
- Gê Vasconcelos (Pomba Gira Maria Mulambo) – перкуссия
- Alex Porto (Exu Tiriri) – ударные

Бывшие участники
- Ronaldo Lima (Chorão³) – вокал
- Tony Vomito – вокал
- Paulão – вокал
- Rocco – вокал
- Cristiano – вокал
- Denilson Pacheco – гитара
- Vladimir Rodriguez – гитара
- Alexandre Reder – гитара
- Sapato – бас
- Moreno – бас
- Felipe Coelho – бас
- Anjo Caldas – перкуссия
- Fábio Lessa – перкуссия
- Heitor Peralles – перкуссия
- Elijan "Mutley" Rodrigues – перкуссия, ударные
- Renzo Borges – ударные
- Thiago Rafael  – ударные
- Cid Mesquita – ударные
- Adriano "Magrão" – ударные

## Дискография
Альбомы
- Welcome to Terreiro (1993)
- Smells Like a Tenda Spirita (2000)
- Se Deus É 10, Satanás É 666 (2011)
- Gente Ruim Só Manda Lembrança Pra Quem Não Presta (2018)

Прочее
- 6/6/6 (2006) — EP
- Desagradável (2013) — DVD
- Kizila (2020) — EP